# Collegio di Cheltenham
Cheltenham è un collegio elettorale inglese situato nel Gloucestershire e rappresentato alla Camera dei comuni del parlamento del Regno Unito. Elegge un membro del parlamento con il sistema maggioritario a turno unico; l'attuale parlamentare è Max Wilkinson dei Liberal Democratici, che rappresenta il collegio dal 2024.

## Estensione

Cheltenham dal 2010 al 2024

- 1885-1983: il Municipal Borough di Cheltenham e il distretto urbano di Charlton Kings.
- 1983-1997: il Borough di Cheltenham e i ward del Borough di Tewkesbury di Leckhampton with Up Hatherley, Prestbury St Mary's e Prestbury St Nicolas.
- 1997-2010: i ward del Borough di Cheltenham di All Saints, Charlton Kings, College, Hatherley and The Reddings, Hesters Way, Lansdown, Park, Pittville, St Mark's, St Paul's e St Peter's.
- 2010-2024: i ward del Borough di Cheltenham di All Saints, Battledown, Benhall and The Reddings, Charlton Kings, Charlton Park, College, Hesters Way, Lansdown, Leckhampton, Oakley, Park, Pittville, St Mark's, St Paul's, St Peter's, Springbank, Up Hatherley e Warden Hill.
- dal 2024: i ward del Borough di Cheltenham di All Saints, Battledown, Benhall and The Reddings, Charlton Kings, Charlton Park, College, Hesters Way, Lansdown, Leckhampton, Oakley, Park, Pittville, St Mark's, St Paul's, St Peter's, Up Hatherley e Warden Hill.[1]

Il collegio copre la città di Cheltenham nel Gloucestershire con un'area però diversa e leggermente inferiore a quella del Borough omonimo. Confina con il collegio di Tewkesbury e con The Cotswolds.

## Membri del parlamento
| Elezione     | Elezione                | Deputato             | Partito                   |
| ------------ | ----------------------- | -------------------- | ------------------------- |
|              | 1832                    | Craven Berkeley      | Liberale                  |
|              | 1847                    | Willoughby Jones     | Conservatore              |
|              | Giu 1848 (S)            | Craven Berkeley      | Liberale                  |
| Set 1848 (S) | Grenville Berkeley      |                      | Liberale                  |
| 1852         | Craven Berkeley         |                      | Liberale                  |
| 1855 (S)     | Grenville Berkeley      |                      | Liberale                  |
| 1856 (S)     | Francis Berkeley        |                      | Liberale                  |
|              | 1865                    | Charles Schreiber    | Conservatore              |
|              | 1868                    | Henry Samuelson      | Liberale                  |
|              | 1874                    | James Agg-Gardner    | Conservatore              |
|              | 1880                    | Charles de Ferrieres | Liberale                  |
|              | 1885                    | James Agg-Gardner    | Conservatore              |
| 1895         | Francis Shirley Russell |                      | Conservatore              |
| 1900         | James Agg-Gardner       |                      | Conservatore              |
|              | 1906                    | John Sears           | Liberale                  |
|              | Gen 1910                | Vere Ponsonby        | Conservatore              |
|              | Dic 1910                | Richard Mathias      | Liberale                  |
|              | 1911 (S)                | James Agg-Gardner    | Conservatore              |
| 1928 (S)     | Walter Preston          |                      | Conservatore              |
|              | 1937 (S)                | Daniel Lipson        | Indipendente Conservatore |
|              | 1945                    | Daniel Lipson        | Indipendente Nazionale    |
|              | 1950                    | William Hicks-Beach  | Conservatore              |
| 1964         | Douglas Dodds-Parker    |                      | Conservatore              |
| Ott 1974     | Charles Irving          |                      | Conservatore              |
|              | 1992                    | Nigel Jones          | Liberal Democratici       |
| 2005         | Martin Horwood          |                      | Liberal Democratici       |
|              | 2015                    | Alex Chalk           | Conservatore              |
|              | 2024                    | Max Wilkinson        | Liberal Democratici       |

## Elezioni

### Elezioni negli anni 2020
| Partito                    | Partito                                         | Candidato                  | Risultati 4 luglio 2024 | Risultati 4 luglio 2024 |
| Partito                    | Partito                                         | Candidato                  | Voti                    | %                       |
| -------------------------- | ----------------------------------------------- | -------------------------- | ----------------------- | ----------------------- |
|                            | Lib Dem                                         | Max Wilkinson              | 25 076                  | 50,62                   |
|                            | Conservatore                                    | Alex Chalk                 | 17 866                  | 36,06                   |
|                            | Verdi                                           | Daniel Wilson              | 3 160                   | 6,38                    |
|                            | Laburista                                       | Lara Chaplin               | 2 665                   | 5,38                    |
|                            | Indipendente                                    | Daud McDonald              | 775                     | 1,56                    |
|                            |                                                 |                            |                         |                         |
| Iscritti                   | Iscritti                                        | Iscritti                   | 76 143                  | 100,00                  |
| ↳ Votanti (% su iscritti)  | ↳ Votanti (% su iscritti)                       | ↳ Votanti (% su iscritti)  | 49 542                  | 65,06                   |
| ↳ Astenuti (% su iscritti) | ↳ Astenuti (% su iscritti)                      | ↳ Astenuti (% su iscritti) | 26 601                  | 34,94                   |
|                            |                                                 |                            |                         |                         |
|                            | Esito: collegio passa da Conservatore a Lib Dem |                            |                         |                         |

### Elezioni negli anni 2010
| Partito                    | Partito                                   | Candidato                  | Risultati 12 dicembre 2019 | Risultati 12 dicembre 2019 |
| Partito                    | Partito                                   | Candidato                  | Voti                       | %                          |
| -------------------------- | ----------------------------------------- | -------------------------- | -------------------------- | -------------------------- |
|                            | Conservatore                              | Alex Chalk                 | 28 486                     | 47,99                      |
|                            | Lib Dem                                   | Max Wilkinson              | 27 505                     | 46,34                      |
|                            | Laburista                                 | George Penny               | 2 921                      | 4,92                       |
|                            | Monster Raving Loony                      | George Ridgeon             | 445                        | 0,75                       |
|                            |                                           |                            |                            |                            |
| Iscritti                   | Iscritti                                  | Iscritti                   | 81 044                     | 100,00                     |
| ↳ Votanti (% su iscritti)  | ↳ Votanti (% su iscritti)                 | ↳ Votanti (% su iscritti)  | 59 357                     | 73,24                      |
| ↳ Astenuti (% su iscritti) | ↳ Astenuti (% su iscritti)                | ↳ Astenuti (% su iscritti) | 21 687                     | 26,76                      |
|                            |                                           |                            |                            |                            |
|                            | Esito: collegio confermato a Conservatore |                            |                            |                            |

| Partito                    | Partito                                   | Candidato                  | Risultati 8 giugno 2017 | Risultati 8 giugno 2017 |
| Partito                    | Partito                                   | Candidato                  | Voti                    | %                       |
| -------------------------- | ----------------------------------------- | -------------------------- | ----------------------- | ----------------------- |
|                            | Conservatore                              | Alex Chalk                 | 26 615                  | 46,68                   |
|                            | Lib Dem                                   | Martin Horwood             | 24 046                  | 42,18                   |
|                            | Laburista                                 | Keith White                | 5 408                   | 9,49                    |
|                            | Verdi                                     | Adam Van Coevorden         | 943                     | 1,65                    |
|                            |                                           |                            |                         |                         |
| Iscritti                   | Iscritti                                  | Iscritti                   | 78 878                  | 100,00                  |
| ↳ Votanti (% su iscritti)  | ↳ Votanti (% su iscritti)                 | ↳ Votanti (% su iscritti)  | 57 012                  | 72,28                   |
| ↳ Astenuti (% su iscritti) | ↳ Astenuti (% su iscritti)                | ↳ Astenuti (% su iscritti) | 21 866                  | 27,72                   |
|                            |                                           |                            |                         |                         |
|                            | Esito: collegio confermato a Conservatore |                            |                         |                         |

| Partito                    | Partito                                         | Candidato                  | Risultati 7 maggio 2015 | Risultati 7 maggio 2015 |
| Partito                    | Partito                                         | Candidato                  | Voti                    | %                       |
| -------------------------- | ----------------------------------------------- | -------------------------- | ----------------------- | ----------------------- |
|                            | Conservatore                                    | Alex Chalk                 | 24 790                  | 46,13                   |
|                            | Lib Dem                                         | Martin Horwood             | 18 274                  | 34,01                   |
|                            | Laburista                                       | Paul Gilbert               | 3 902                   | 7,26                    |
|                            | UKIP                                            | Christina Simmonds         | 3 808                   | 7,09                    |
|                            | Verdi                                           | Adam Van Coevorden         | 2 689                   | 5,00                    |
|                            | Indipendente                                    | Richard Lupson-Darnell     | 272                     | 0,51                    |
|                            |                                                 |                            |                         |                         |
| Iscritti                   | Iscritti                                        | Iscritti                   | 77 287                  | 100,00                  |
| ↳ Votanti (% su iscritti)  | ↳ Votanti (% su iscritti)                       | ↳ Votanti (% su iscritti)  | 53 735                  | 69,53                   |
| ↳ Astenuti (% su iscritti) | ↳ Astenuti (% su iscritti)                      | ↳ Astenuti (% su iscritti) | 23 552                  | 30,47                   |
|                            |                                                 |                            |                         |                         |
|                            | Esito: collegio passa da Lib Dem a Conservatore |                            |                         |                         |

| Partito                    | Partito                              | Candidato                  | Risultati 6 maggio 2010 | Risultati 6 maggio 2010 |
| Partito                    | Partito                              | Candidato                  | Voti                    | %                       |
| -------------------------- | ------------------------------------ | -------------------------- | ----------------------- | ----------------------- |
|                            | Lib Dem                              | Martin Horwood             | 26 659                  | 50,50                   |
|                            | Conservatore                         | Mark Coote                 | 21 739                  | 41,18                   |
|                            | Laburista                            | James Green                | 2 703                   | 5,12                    |
|                            | UKIP                                 | Peter Bowman               | 1 192                   | 2,26                    |
|                            | Monster Raving Loony                 | Kenneth Hanks              | 493                     | 0,93                    |
|                            |                                      |                            |                         |                         |
| Iscritti                   | Iscritti                             | Iscritti                   | 78 998                  | 100,00                  |
| ↳ Votanti (% su iscritti)  | ↳ Votanti (% su iscritti)            | ↳ Votanti (% su iscritti)  | 52 786                  | 66,82                   |
| ↳ Astenuti (% su iscritti) | ↳ Astenuti (% su iscritti)           | ↳ Astenuti (% su iscritti) | 26 212                  | 33,18                   |
|                            |                                      |                            |                         |                         |
|                            | Esito: collegio confermato a Lib Dem |                            |                         |                         |

### Elezioni negli anni 2000
| Partito                    | Partito                              | Candidato                  | Risultati 5 maggio 2005 | Risultati 5 maggio 2005 |
| Partito                    | Partito                              | Candidato                  | Voti                    | %                       |
| -------------------------- | ------------------------------------ | -------------------------- | ----------------------- | ----------------------- |
|                            | Lib Dem                              | Martin Horwood             | 18 122                  | 41,54                   |
|                            | Conservatore                         | Vanessa Gearson            | 15 819                  | 36,26                   |
|                            | Laburista                            | Chris Evans                | 4 988                   | 11,43                   |
|                            | Indipendente                         | Robert Hodges              | 2 651                   | 6,08                    |
|                            | Verdi                                | Keith Bessant              | 908                     | 2,08                    |
|                            | UKIP                                 | Niall Warry                | 608                     | 1,39                    |
|                            | Monster Raving Loony                 | Kenneth Hanks              | 525                     | 1,20                    |
|                            |                                      |                            |                         |                         |
| Iscritti                   | Iscritti                             | Iscritti                   | 71 541                  | 100,00                  |
| ↳ Votanti (% su iscritti)  | ↳ Votanti (% su iscritti)            | ↳ Votanti (% su iscritti)  | 43 621                  | 60,97                   |
| ↳ Astenuti (% su iscritti) | ↳ Astenuti (% su iscritti)           | ↳ Astenuti (% su iscritti) | 27 920                  | 39,03                   |
|                            |                                      |                            |                         |                         |
|                            | Esito: collegio confermato a Lib Dem |                            |                         |                         |

| Partito                    | Partito                              | Candidato                  | Risultati 7 giugno 2001 | Risultati 7 giugno 2001 |
| Partito                    | Partito                              | Candidato                  | Voti                    | %                       |
| -------------------------- | ------------------------------------ | -------------------------- | ----------------------- | ----------------------- |
|                            | Lib Dem                              | Nigel Jones                | 19 970                  | 47,74                   |
|                            | Conservatore                         | Rob Garnham                | 14 715                  | 35,17                   |
|                            | Laburista                            | Andrew Erlam               | 5 041                   | 12,05                   |
|                            | Verdi                                | Keith Bessant              | 735                     | 1,76                    |
|                            | Monster Raving Loony                 | Kenneth Hanks              | 513                     | 1,23                    |
|                            | UKIP                                 | James Carver               | 482                     | 1,15                    |
|                            | ProLife Alliance                     | Anthony Gates              | 272                     | 0,65                    |
|                            | Indipendente                         | Roger Everest              | 107                     | 0,26                    |
|                            |                                      |                            |                         |                         |
| Iscritti                   | Iscritti                             | Iscritti                   | 67 653                  | 100,00                  |
| ↳ Votanti (% su iscritti)  | ↳ Votanti (% su iscritti)            | ↳ Votanti (% su iscritti)  | 41 835                  | 61,84                   |
| ↳ Astenuti (% su iscritti) | ↳ Astenuti (% su iscritti)           | ↳ Astenuti (% su iscritti) | 25 818                  | 38,16                   |
|                            |                                      |                            |                         |                         |
|                            | Esito: collegio confermato a Lib Dem |                            |                         |                         |

## Risultati dei referendum

### Referendum sulla permanenza del Regno Unito nell'Unione europea del 2016
|             | Collegio    | Lasciare UE % | Rimanere in UE % |
| ----------- | ----------- | ------------- | ---------------- |
|             | Cheltenham  | 42,7%         | 57,3%            |
|             | Inghilterra | 53,3%         | 46,7%            |
| Regno Unito | 51,9%       | 48,1%         |                  |